# 皱盖囊皮菌
皱盖囊皮菌（學名：Cystoderma amianthinum），俗稱藏紅花陽傘（saffron parasol）、藏紅花粉蓋（saffron powder-cap）或土狀粉蓋（earthy powder-cap），是一種擔子菌門真菌，隸屬於囊皮菌屬。這種真菌是一種細小的橙赭色或黃褐色蘑菇，並且通常在潮濕的苔蘚草地、針葉林中的空地和在樹木繁茂的荒地上生長，並且是最常見的囊皮菌屬真菌。這種真菌是可供食用的，但因其難聞的氣味和類似有毒真菌的外觀而不被建議作為食材。

## 分類
皱盖囊皮菌最早是由意大利奧地利博物學家喬瓦尼·安東尼奧·斯科波利於1772年描述的，其學名為皱盖伞菌（Agaricus amianthinus）。後來，德國真菌學家保羅·庫默爾於1889年將其學名改為現名。其學名中的源自拉丁文詞彙，意思是「起泡的皮膚」，指的是其起皱的菌蓋。

## 描述
皱盖囊皮菌的菌蓋直徑為2–5厘米（0.8–2英寸），呈橘黃色或橙赭色，邊緣毛茸茸的，且表面質感較為乾燥，有著像粉末的觸感。起初是凸面狀或鐘狀的，但隨著年齡增加會變成扁平狀或下陷狀。其菌柄呈圓柱形，並且有一個粉末狀的，很快就會消失的菌環。其菌褶起初呈白色，但隨著年齡增加會變成奶油色。其子實層是連生的，且它們之間的距離不大。其孢子印呈白色，而其擔孢子的大小則為4-7 x 3-4微米。其菌肉呈黃色，並且有著難聞的發霉氣味。
朱红囊皮菌和顆粒囊皮菌與皱盖囊皮菌相似，但有著更紅的顏色。

## 分佈及生境
皱盖囊皮菌廣泛地分佈於歐洲和北美洲，亦會在亞洲的溫帶地區出現。這種真菌主要在長滿青苔的林地、荒地和草地上出現，並且會伴隨著草或蕨類生長。人們常常發現這種真菌在酸性土壤上生長。

## 可食性
皱盖囊皮菌並沒有毒，因此可供食用。但是，其難聞的氣味並不受人們歡迎。另外，這種真菌的外觀與部份有毒的环柄菇属真菌相似，容易被混淆，因此不被建議食用。